# Janet Okelo
Janet Musindalo Okelo (5 de maio de 1992) é uma jogadora de rugby sevens queniana.

## Carreira
Janet Musindalo Okelo integrou o elenco da Seleção Queniana Feminina de Rugbi de Sevens, na Rio 2016, que foi 11º colocada.